# Калайчев, Николай Сергеевич
Никола́й Серге́евич Кала́йчев (16 декабря 1956, Калуга) — советский футболист. Старший брат игрока сборной СССР Андрея Калайчева.
Воспитанник калужского футбола. Занимался в группе подготовки ФК «Локомотив» (Калуга). Первый тренер — Юрий Аркадьевич Круглов. В 1973 году дебютировал в первой команде.
В 1975 году перешёл в московский «Локомотив», где в следующем году стал твёрдым игроком основного состава (13 матчей в чемпионате страны 1976 (осень), 19 — в 1977, 18 — 1978, 26 — 1979, 23 — 1980, затем «Локомотив» выбыл в первую лигу).
Завершил карьеру игрока в 1985 году.
В 1992 году по приглашению тренера Евгения Горянского провёл некоторое время в ФК «Ока» Коломна.